# Cantonul Cayenne Sud
Cantonul Cayenne-Sud este un canton din arondismentul Cayenne, Guyana Franceză, Franța.